# Spilosoma phasma
Spilosoma phasma là một loài bướm đêm thuộc phân họ Arctiinae, họ Erebidae.